# Johann Georg Wilhelm Schneider
Johann Georg Wilhelm Schneider (Rathenow, 5 d'octubre de 1781 - Berlín, 17 d'octubre de 1811) fou un compositor i pianista alemany.
Fou professor de música de la capital de Prússia on tingué entre altres alumnes a Herbert Oakeley, i publicà moltes obres per a piano (variacions, fantasies, marxes, trios per a piano, un concert amb acompanyament d'orquestra, etc.), així com una col·lecció de cants estudiantils i el melodrama Ilse. Després de la seva mort va aparèixer una col·lecció de lieder.